# Entenpfuhl (Solingen)
Der Entenpfuhl ist ein zentraler Platz in der Innenstadt der bergischen Großstadt Solingen. Es handelt sich dabei um den südlichen Eingangspunkt in die Fußgängerzone der Solinger Innenstadt. Der nach der Zerstörung im Zweiten Weltkrieg wiederaufgebaute Platz erhielt seine heutige Gestaltung beim Umbau im Jahr 2014/2015.

## Lage und Beschreibung

### Lage
Der Platz befindet sich im südlichen Bereich der Solinger Innenstadt und bildet dabei den Übergang von der Bundesstraße 224 in die Fußgängerzone Hauptstraße, die in nördlicher Richtung abzweigt. Die Bundesstraße 224 geht am Entenpfuhl von der Goerdelerstraße in die Straße Werwolf über und bildet die Verbindung zum südöstlich gelegenen Bahnhof Solingen Mitte. In nordwestlicher Richtung bildet die Straße Ufergarten die Verbindung zum Busbahnhof Graf-Wilhelm-Platz. Am Ufergarten ist auch eine Bushaltestelle mit dem Namen des Platzes eingerichtet. Nach Süden zweigt die Straße Birkenweiher als Einbahnstraße vom Entenpfuhl aus ab, sie stellt die Verbindung zum Südpark mit dem ehemaligen Hauptbahnhof und zum ehemaligen Hallenbad Birker Straße her.

### Gestaltung und Denkmal
Die Platzfläche des Entenpfuhls hat die Form eines unregelmäßige Vierecks, das in Richtung der Einmündung der Hauptstraße schmaler ist. Der Platz wird dominiert durch das siebengeschossige Wohn- und Geschäftshaus an der Straßenecke Hauptstraße / Ufergarten, in dem früher das Bekleidungsgeschäft Nicolin untergebracht war. Das sogenannte Nicolin-Haus gilt als eines der markantesten Bauwerke der Architektur der 1950er Jahre in Solingen.
Die übrigen Seiten des Platzes weisen eine geschlossene Blockrandbebauung in Form von vier- und fünfgeschossigen Wohn- und Geschäftshäusern auf. An der dem Nicolin-Haus gegenüberliegenden Straßenecke Werwolf / Birkenweiher steht das im historistischen Stil erhaltene Eckgebäude der Verbraucherzentrale (Lage). Der Untergrund des Platzes hat eine ungleichmäßig geformte Oberfläche mit kleinen Hügeln, die das Skaten ermöglichen sollen. Zentral auf dem Platz steht das 1964 von dem Solinger Bildhauer Henryk Dywan geschaffene Denkmal Unteilbares Deutschland.

## Geschichte

### Frühgeschichte bis Zweiter Weltkrieg

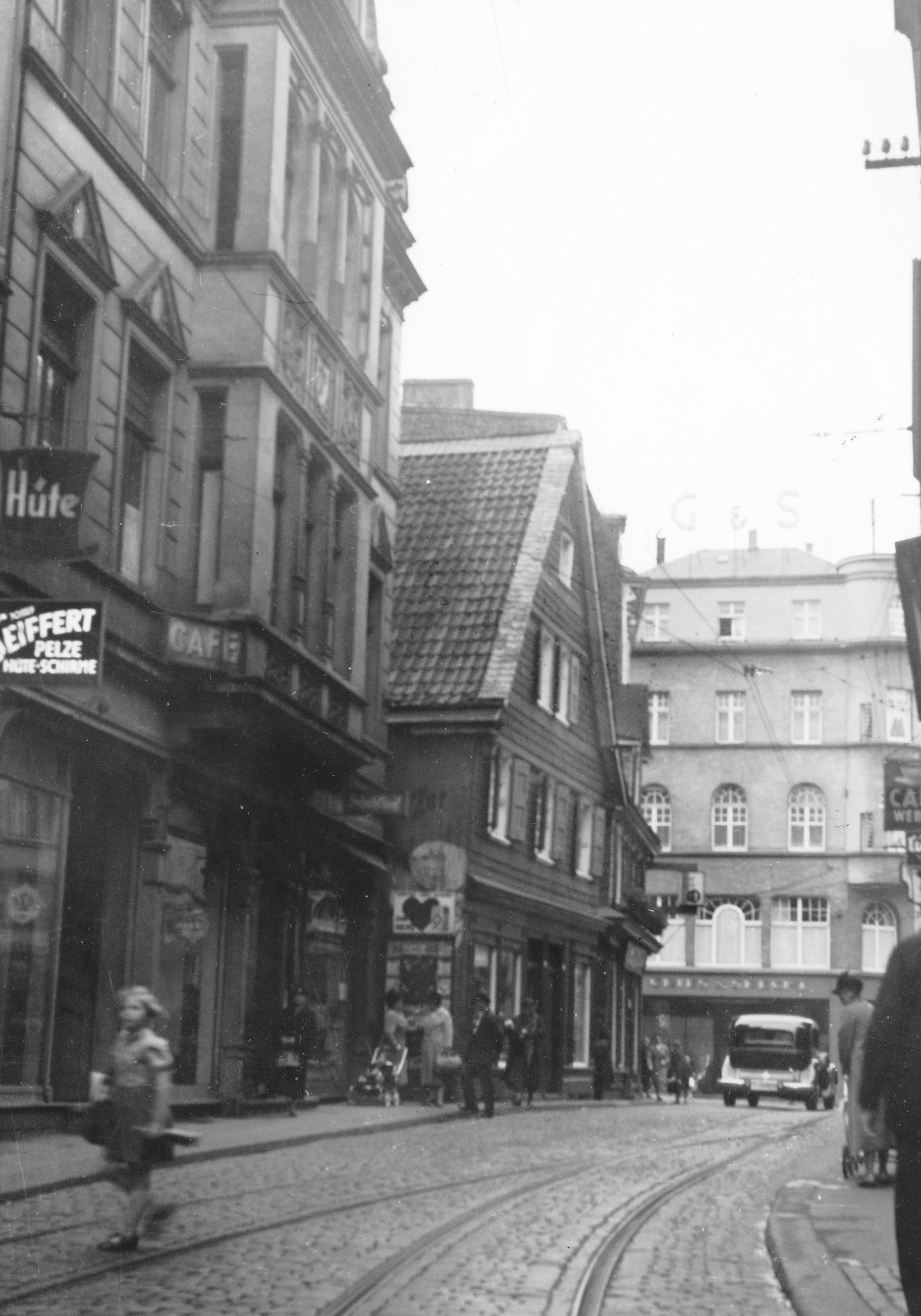
Entenpfuhl (vor 1944) mit Haus Oppenheimer (rechts) und dem Pelzhaus Seiffert (links)

An der Stelle des heutigen Platzes befanden sich etwa 1800 zwei Brandteiche (Pfühle), denen der Volksmund der Name Entenpfuhl (= Ententeich) gab. Noch bevor ein Feuerlöschwesen in Solingen eingerichtet worden war, dienten diese Teiche als Wasserreservoir für Brände in der Solinger Altstadt. Diese war aufgrund ihrer ursprünglich dicht durch Fachwerkhäuser bebauten Struktur stark feuergefährdet. Da die beiden Teiche jedoch bei Starkregen über die Ufer traten und die anliegenden Gassen überspülten, wurden sie um 1800 zugeschüttet.
Bis in die Gründerzeit war der Entenpfuhl kein Platz, sondern lediglich ein Kreuzungspunkt, an dem insgesamt sechs Straßen und Gassen aufeinandertrafen. Er war dicht durch meist giebelständige und vereinzelt traufständige Schieferhäuser im Bergischen Stil bebaut. Aufgrund des steigenden Verkehrsaufkommens ab den 1880er und 1890er Jahren wurde der Entenpfuhl einem umfangreichen Wandel unterzogen. Viele alte Schieferhäuser wurden abgerissen, um die Verkehrsflächen zu vergrößern. Einzelne wurden abgerissen, um neuen Wohn- und Geschäftshäusern im Stil des Historismus Platz zu machen, die oft in Größe und Volumen die alten Fachwerkhäuser deutlich überragten. Für den Entenpfuhl prägend war im Jahr 1900 die Errichtung des fünfgeschossigen Bekleidungshauses Oppenheimer (Lage). So war zu Beginn des Zweiten Weltkriegs das einstige „Postkartenidyll“ der Solinger Altstadt nur noch in wenigen Teilen erhalten.
Das 1863 gegründete Pelzhaus Seiffert, auch Zum Löwen genannt, zählte zu den alteingesessenen Geschäften am Entenpfuhl. Es bestand noch bis 2017.
In den 1930er Jahren planten die Nationalsozialisten mit dem sogenannten Entenpfuhl-Projekt eine weitere große Umgestaltung des Platzes, der auch ein Großteil der verbliebenen Schieferhäuser zum Opfer gefallen wäre. Der Ausbruch des Zweiten Weltkriegs verhinderte jedoch die Umsetzung der Pläne. Das Bekleidungsgeschäft Oppenheimer wurde von dem Juden Max Heimann betrieben. Dieser sah sich angesichts der nationalsozialistischen Boykottaufrufe gegen jüdische Geschäfte 1934 zur Aufgabe seines Geschäfts und zur Emigration in die USA gezwungen.

### Nachkriegszeit bis heute

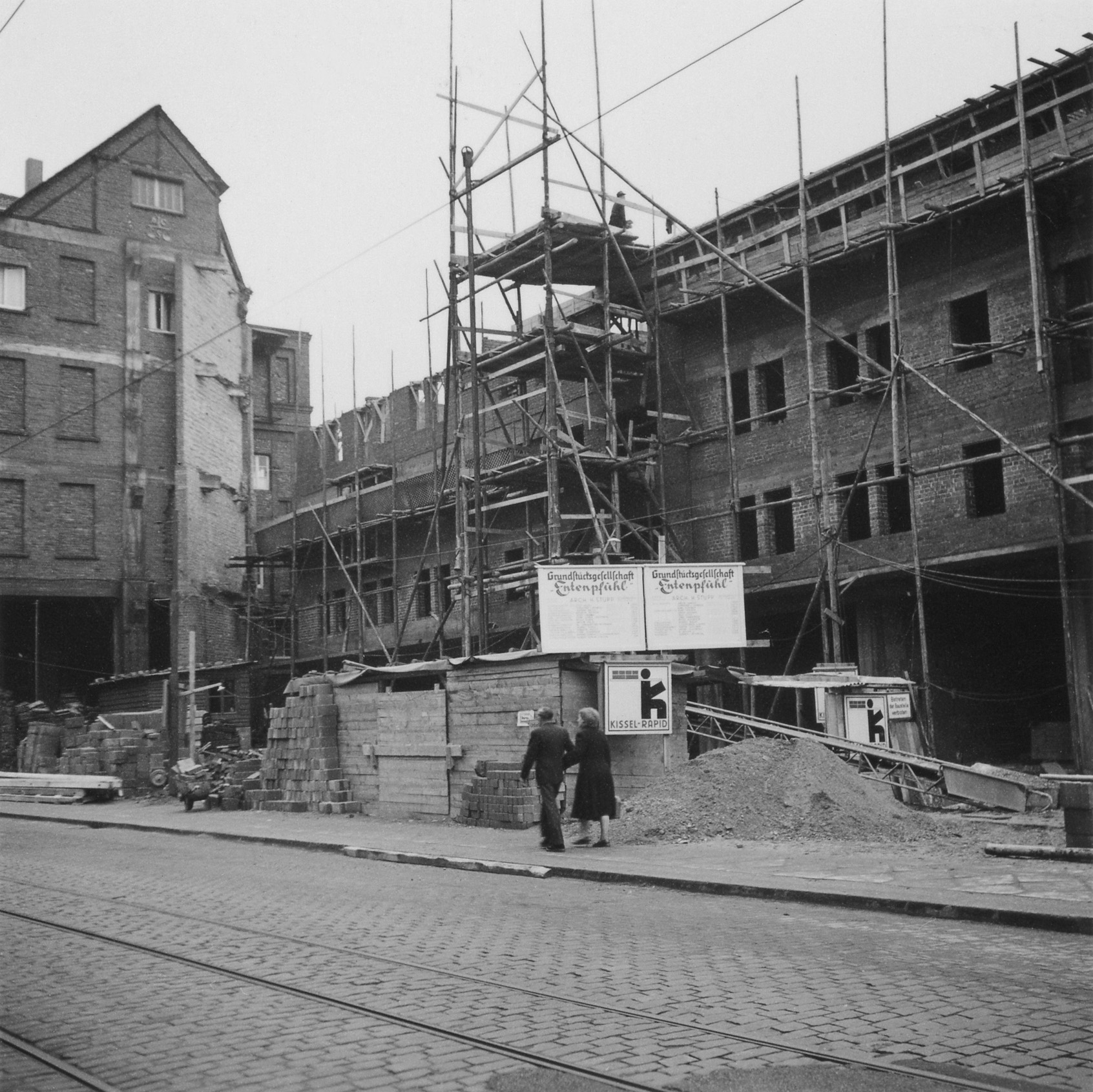
Wiederaufbau am Entenpfuhl (1950er Jahre)

Bei den beiden Luftangriffen auf Solingen am 4. und 5. November 1944 wurde die Solinger Altstadt mit dem Entenpfuhl völlig zerstört. Erhalten blieb allerdings die Ruine des Bekleidungsgeschäfts Oppenheimer, die bis zu ihrem Abriss 1952 noch das Bild des Entenpfuhls prägte.
Die aus den 1930er Jahren stammenden Pläne zur Umgestaltung des Entenpfuhls wurden schließlich beim Wiederaufbau in den 1950er Jahren aufgegriffen. Der Platz erhielt durch die Blockrandbebauung mit Wohn- und Geschäftshäuser im nüchternen Wiederaufbaustil und die Straßenführungen von Ufergarten, Goerdelerstraße und Werwolf seine heutige Gestalt. An der Stelle des Bekleidungshauses Oppenheimer wurde 1959 das siebengeschossige Wohn- und Geschäftshaus Nicolin errichtet. Der verglaste Skelettbau entstand im Stil der auf Leichtigkeit und Transparenz ausgerichteten Architektur der 1950er Jahre. Er zählt nach dem Abriss des Hedderich-Pavillons und der Verkehrsleitzentrale am Graf-Wilhelm-Platz zu den markantesten, erhaltenen Bauwerken dieser Epoche in der Solinger Innenstadt.
Die in den 1960er Jahren stark gestiegene Verkehrsbelastung in der Solinger Innenstadt hatte 1966 die Sperrung der Hauptstraße für den Autoverkehr und die Umwandlung in eine Fußgängerzone 1969 zur Folge. Am für den Autoverkehr großzügig ausgebauten Entenpfuhl war die Verkehrsbelastung besonders groß, so dass die Einzelhandelsgeschäfte an der unteren Hauptstraße zunehmend vom Kundenstrom abgeschnitten wurden. Mit der Eröffnung des C&A-Bekleidungshauses 1977 am Neumarkt entfernten sich die Kundenströme weiter von Entenpfuhl und unterer Hauptstraße. Die Planung zur Errichtung eines Fußgängertunnels am Entenpfuhl 1977 ließ sich nicht finanzieren. So richtete die Stadt Solingen stattdessen eine O-Bus-Haltestelle am Entenpfuhl ein und wertete den Platz durch bauliche Maßnahmen auf.
Für den 1942 von den Nazis ermordeten Solinger Unternehmer Alexander Coppel wurde 2005 an dessen Haus am Entenpfuhl, Werwolf 3, ein Stolperstein verlegt.
Im Rahmen des Förderprojekts City 2013 wurden Teilbereiche der Innenstadt neu gestaltet, darunter auch der Entenpfuhl und die untere Hauptstraße. Mit der Umgestaltung sollte dem jahrelangen Trading-Down-Prozess in diesem Bereich der Innenstadt entgegengewirkt werden, was jedoch kaum gelungen ist. Beide Bereiche wurden mit neuen Bäumen und mit neuem Stadtmobiliar aufgewertet, der Entenpfuhl erhielt einen neuen Bodenbelag. Das Denkmal von Henryk Dywan wurde in den Umbau einbezogen. Die Bauarbeiten starteten im Juni 2014, der fertige Platz wurde im Mai 2015 freigegeben.

## Öffentlicher Personennahverkehr
Die Bushaltestelle am Entenpfuhl bildet seit ihrer Einrichtung Ende der 1970er Jahre eine wichtige Umstiegshaltestelle innerhalb der Solinger Innenstadt. Die Haltestelle wird heute von vier Oberleitungsbuslinien sowie einer Omnibus- und zwei Nachtlinien der Stadtwerke Solingen (SWS) bedient. Darüber hinaus verkehrt dort die VRS-Linie 252 in den Rheinisch-Bergischen Kreis.

### Oberleitungsbus
| Linie | Verlauf |
| ----- | --- |
| 681   | Hauptbahnhof – Merscheid – Graf-Wilhelm-Platz – Entenpfuhl – Mitte – Hästen                                                        |
| 683   | Wuppertal-Vohwinkel Bf. – Vohwinkel Schwebebahn – Gräfrath – Graf-Wilhelm-Platz – Entenpfuhl – Mitte – Krahenhöhe – Burger Bahnhof |
| 684   | Hasselstraße – Graf-Wilhelm-Platz – Entenpfuhl – Mitte – Schule Widdert                                                            |
| 695   | Gräfrath, Abteiweg – Graf-Wilhelm-Platz – Entenpfuhl – Mitte – Halfeshof/Meigen                                                    |

### Omnibus
| Linie | Verlauf |
| ----- | --- |
| 252   | Graf-Wilhelm-Platz – Entenpfuhl – Mitte – Odental/Balkhausen – Witzhelden – Hilgen – Burscheid Busbahnhof         |
| 697   | Graf-Wilhelm-Platz – Entenpfuhl – Mitte – Schule Widdert – Rüden                                                  |
| NE23  | Wuppertal-Vohwinkel Bf. – Vohwinkel Schwebebahn – Gräfrath – Graf-Wilhelm-Platz – Entenpfuhl – Mitte – Krahenhöhe |
| NE24  | Hasselstraße – Graf-Wilhelm-Platz – Entenpfuhl – Mitte – Schule Widdert                                           |